# SHELX
SHELX ist ein Programmpaket von George M. Sheldrick zur Analyse und Auswertung von Kristallstrukturdaten von Molekülverbindungen und Makromolekülen. Das Programmpaket kann Messdaten verarbeiten, die durch Beugung monochromatischer Röntgenstrahlung oder Neutronenstrahlung an Einkristallen gewonnen wurden. Es stehen mehrere ausführbare Programme ("stand-alone executables") zur Verfügung. Diese sind mit allen modernen Versionen von Linux, Windows und MacOSX kompatibel. Die Nutzung der Software ist für akademische Einrichtungen kostenlos. Kommerzielle Unternehmen müssen eine Nutzungsgebühr bezahlen.
Seine Bedeutung wird dadurch deutlich, dass es in der Rangliste der meistzitierten Fachartikel im 21. Jahrhundert – über alle Fachgebiete hinweg – auf Rang 5 erscheint.

## Übersicht
Die einzelnen Programme können von grafischen Benutzeroberflächen wie shelXle, Olex2, Oscail oder WinGX aufgerufen werden. Alternativ ist ein Kommandozeilenaufruf der Programme möglich.
SHELX-2019 enthält die folgenden Programme:
- SHELXT –  dient zum Lösen von Molekülstrukturen.[4]
- SHELXS – enthält die klassischen Direkten Methoden zur Lösung von Molekülstrukturen.
- SHELXL – dient zur Verfeinerung von Molekülstrukturen.[5]
- PDB2INS – erzeugt Eingabedateien für die Verfeinerung von Makromolekülen mit SHELXL.[6]
- CIFTAB and ShredCIF – ermöglichen das Editieren und Verarbeiten von CIF-Dateien.
- SHELXC, SHELXD and SHELXE – verarbeiten Strukturdaten von Makromolekülen.[7]
- AnoDe – ermöglicht die Analyse von Dichtekarten von Makromolekülen.

## Programmarchitektur
Die Programme sind in FORTRAN programmiert. Seit dem Jahr 2000 wurden parallelisierte Programmversionen entwickelt.